# 佐藤ホールディングス
株式会社佐藤ホールディングス（さとうホールディングス、SATO HOLDINGS）は、宮城県仙台市青葉区に本社を置く、建築資材の製造・販売をおこなう企業である。「佐藤製線（SATO SEISEN）」として知られている。佐藤製線グループ10社の純粋持株会社である。事業会社の株式会社佐藤製線所は、東北地方最大の線材二次製品メーカーであり、株式会社シグマット（旧・佐藤製線販売）は、中堅規模の建築資材商社である。三井物産との関係が深い。
事業の本拠地は、宮城県亘理郡亘理町にある。

## 概要
佐藤製線グループは、1946年11月、宮城県亘理郡亘理町に佐藤金治・康一父子によって創業した佐藤製釘所を起源とする。東北大学金属材料研究所の研究員であった康一が、研究所長の勧めで製釘機2台を購入したのが創業の動機であったという。1950年2月には改組して、株式会社佐藤製線所を設立した。当時の従業員はたったの6名であった。
戦後復興や、高度経済成長の時代背景もあり、社業は拡大し、東北地方の同業者を次々に買収し、東北地方最大の線材二次製品メーカーに躍進した。
1961年9月30日、営業部門を佐藤製線販売株式会社（現・株式会社シグマット）として分離したが、自社製品の販売のみならず、他社製品の販売を含め、多様な建築資材の卸売を通じて、中堅クラスの建築資材の総合商社として発展する。
2008年5月、佐藤製線販売を会社分割し、株式会社佐藤ホールディングスを設立し、持株会社制に移行した。

## 社風
堅実な経営と、誠実な営業姿勢から、東北地方の建設業界の評価が高い。利益も従業員に還元する方針をとっており、そのために株式の非公開を貫いている。

## 沿革
- 1946年：宮城県亘理郡亘理町にて佐藤金治・康一父子により佐藤製釘所創業。
- 1950年：株式会社佐藤製線所設立。
- 1960年：営業部門を分離し、佐藤製線販売株式会社（現・株式会社シグマット）設立。
- 1965年：北進製釘株式会社（北海道室蘭市）を買収する（室蘭工場）。
- 1971年：株式会社福岡鉄筋（岩手県二戸市）を買収する（二戸工場、現在は閉鎖）。
- 1972年：佐藤製線運輸株式会社を設立。
- 1973年：共振工業株式会社（青森県三沢市）を買収する（三沢工場）。
- 1976年：創業者で取締役会長の佐藤金治死去。
- 1981年：台湾佐藤股份有限公司を設立。
- 1982年：東北セラミック株式会社を設立。
- 1985年：第2代取締役社長の佐藤康一死去。
- 2008年：佐藤製線販売株式会社を分割し、純粋持株会社として、株式会社佐藤ホールディングスを宮城県仙台市青葉区に設立。
- 2010年：第3代取締役社長の佐藤修死去。
- 2012年：東北セラミック株式会社の子会社として株式会社山元スライシングを設立。
- 2016年：第4代取締役社長の佐藤節子死去。第5代取締役社長に佐藤卓就任。

## グループ会社
- 株式会社佐藤ホールディングス
- 株式会社佐藤製線所
- 株式会社シグマット
- 株式会社宮城ビルテック
- 株式会社青森ビルテック
- 株式会社秋田ビルテック
- 株式会社岩手ビルテック
- 株式会社福島ビルテック
- 東北セラミック株式会社
- 株式会社山元スライシング

## かつての子会社
- SSスチールライン株式会社（旧・佐藤製線運輸株式会社）